# Фомвихан, Тхонгсаван
Тхонгсаван Фомвихан (также — Тхонгсаван Пхомвихан) (англ. Thongsavanh Phomvihane; род. 1964) — лаосский дипломат и партийный деятель. Чрезвычайный и полномочный посол Лаосской Народно-Демократической Республики в России (2003—2009), а также на Украине, в Казахстане и Республике Беларусь по совместительству (2004—2009). Министр иностранных дел Лаоса с 18 ноября 2024 года.

## Биография
Родился в семье революционера, а затем влиятельного партийного и государственного деятеля Лаоса Кейсона Фомвихана 9 августа 1964 года. Брат Тхонгсавана — Сайсомфон Фомвихан, партийный и государственный деятель, председатель Национальной ассамблеи ЛНДР (с 2021 года). Кроме Сайсомфона у Тхонгсавана есть ещё два брата — Саньяхак (ум. в 2013 году) и Сантифап.
В 1987 году окончил международно-правовой факультет Московского государственного института международных отношений.
С 30 января 2003 по 2009 год — чрезвычайный и полномочный посол Лаосской Народно-Демократической Республики в Российской Федерации.
В 2004—2009 годах — чрезвычайный и полномочный посол Лаоса в в Казахстане, Республике Беларусь, на Украине по совместительству.
В 2015—2019 годах — чрезвычайный и полномочный посол Лаоса во Вьетнаме.
В 2019 по 2021 гг. был заместителем Министра иностранных дел Лаоса.
В 2021 году Тхонгсаван возглавил Комитет по внешним связям НРПЛ.
18 ноября 2024 года на 8-й сессии Национальной ассамблеи был назначен на пост министра иностранных дел Лаоса. 